# Titularbistum Synaus
Synaus (ital.: Sinao) ist Titularbistum der römisch-katholischen Kirche.
Es geht zurück auf einen untergegangenen Bischofssitz in der gleichnamigen antiken Stadt, die in der Spätantike politisch der römischen Provinz Phrygia Pacatiana (heute westliche Türkei) zugehörig war. Der Bischofssitz war der Kirchenprovinz Hierapolis in Phrygia zugeordnet.
| Titularbischöfe von Synaus |                               |                                                                            |                   |                   |
| Nr.                        | Name                          | Amt                                                                        | von               | bis               |
| 1                          | Pellegrino Luigi Mondaini OFM | Apostolischer Vikar von Changsha (Chinesisches Kaiserreich/Republik China) | 13. Januar 1902   | 11. August 1930   |
| 2                          | Joannes van Cauwenbergh       | Weihbischof in Mecheln (Belgien)                                           | 19. Dezember 1930 | 14. April 1950    |
| 3                          | Joseph Marie Trịnh Như Khuê   | Apostolischer Vikar von Hanoi (Vietnam)                                    | 18. April 1950    | 24. November 1960 |
| 4                          | Leo-Karel Jozef De Kesel      | Weihbischof in Gent (Belgien)                                              | 28. Dezember 1960 | 3. August 2001    |